# Ali Lamine Kab
Ali Lamine Kab (sinh ngày 11 tháng 3 năm 1985 ở Algiers) là một cầu thủ bóng đá người Algérie. Hiện tại anh thi đấu cho CA Bordj Bou Arreridj ở Giải bóng đá hạng nhất quốc gia Algérie.